# Gouvernement Azcón
Aragon
Lambán II 
Le gouvernement Azcón (en espagnol : Gobierno Azcón) est le gouvernement de la communauté autonome espagnole d'Aragon depuis le 12 août 2023, sous la XIe législature des Cortes.
Il est dirigé par le libéral-conservateur Jorge Azcón et formé après les élections régionales du 28 mai 2023. Il se compose initialement de 10 conseillers, dont deux portent le titre de vice-président. Lors d'un remaniement opéré en juillet 2024, il passe à neuf conseillers dont une vice-présidente.
Majoritaire aux Cortes au début de son mandat, il est constitué d'une coalition entre le Parti populaire et Vox. Celle-ci est rompue en juillet 2024, provoquant la mise en minorité de l'exécutif.
Il succède au gouvernement Lambán II, formé de quatre partis de gauche, du centre gauche et du centre, et qui assumait la gestion des affaires courantes depuis les élections régionales.

## Historique
Ce gouvernement est dirigé par le nouveau président libéral-conservateur, Jorge Azcón. Il est constitué et soutenu par une coalition entre le Parti populaire (PP) et Vox. Ensemble, ils disposent de 35 députés sur 67, soit 52,2 % des sièges des Cortes.
Il est formé à la suite des élections autonomiques du 28 mai 2023.
Il succède donc au deuxième gouvernement du socialiste Javier Lambán, constitué et soutenu par une alliance de quatre partis entre le Parti socialiste ouvrier espagnol (PSOE), Podemos, la Chunta Aragonesista (CHA) et le Parti aragonais (PAR).

### Formation
Au cours du scrutin, le Parti populaire l'emporte à la majorité relative avec 35 % des suffrages exprimés, faisant élire 28 députés sur 67. Dans leur ensemble, avec les 7 députés de Vox, les partis de droite franchissent la majorité absolue avec 35 parlementaires sur 67.
Le PP et Vox parviennent à un premier accord le 23 juin pour la répartition des postes à pourvoir au bureau des Cortes, qui octroie à Vox la présidence du parlement régional et qui prévoit que les deux partis formeront un groupe de travail pour conclure un éventuel accord sur un programme gouvernemental. Le 7 juillet, après avoir consulté les différentes forces politiques, la nouvelle présidente des Cortes, Marta Fernández, propose la candidature de Jorge Azcón à la présidence de la communauté autonome et que la séance d'investiture sera convoquée ultérieurement.
Un pacte de coalition est conclu le 3 août entre le Parti populaire et Vox, qui prévoit la participation de ce dernier au gouvernement. L'entente est formellement scellée le lendemain, par la signature de l'accord, à laquelle Azcón n'assiste pas : c'est Ana Alós qui le paraphe au nom du Parti populaire. Marta Fernández convoque, le 7 août, le débat d'investiture les 9 et 10 août. À la veille du débat, le Parti populaire conclut un accord d'investiture avec le Parti aragonais.
Le 10 août, Jorge Azcón est effectivement élu président d'Aragon, par 36 voix pour et 31 voix contre. Comme prévu, il bénéficie du soutien du Parti populaire, de Vox et du Parti aragonais. Votent contre lui le Parti socialiste, la Chunta Aragonesista, Teruel Existe (TE), Podemos et Izquierda Unida (IU). Il prête serment et entre en fonction le lendemain. Il révèle à la suite la composition de son exécutif, qui compte dix membres, dont deux vice-présidents.

### Évolution
Le 11 juillet 2024, le président de Vox Santiago Abascal annonce la rupture de toutes les coalitions avec le Parti populaire (PP) après que les gouvernements régionaux présidés par le PP ont accepté de participer à la répartition de quelques centaines de mineurs non accompagnés. Le lendemain, le premier vice-président Alejandro Nolasco annonce publiquement avoir remis sa démission. Jorge Azcón indique quelques heures après un remaniement gouvernemental, par lequel il supprime une vice-présidence, un département, réorganise les compétences de six autres départements et intègre un seul nouveau conseiller, le technocrate Javier Rincón comme conseiller à l'Agriculture.

## Composition

### Initiale (12 août 2023)
| Poste | Titulaire | Titulaire                      | Parti |
| --- | --------- | ------------------------------ | ----- |
| Président                                                                                                   |           | Jorge Azcón Navarro            | PP    |
| Premier vice-président Conseiller au Développement territorial, au Dépeuplement et à la Justice             |           | Alejandro Nolasco Asensio      | Vox   |
| Deuxième vice-présidente Conseillère à l'Économie, à l'Emploi et à l'Industrie Porte-parole du gouvernement |           | María del Mar Vaquero Periánez | PP    |
| Conseillère à la Présidence, à l'Intérieur et à la Culture Secrétaire du gouvernement                       |           | Tomasa Hernández Martín        | Sans  |
| Conseiller aux Finances et aux Administrations publiques                                                    |           | Roberto Bermúdez de Castro Mur | PP    |
| Conseiller à l'Équipement, au Logement, à la Mobilité et à la Logistique                                    |           | Octavio Adolfo López Rodríguez | PP    |
| Conseiller à l'Agriculture, à l'Élevage et à l'Alimentation                                                 |           | Ángel Samper Secorún           | Sans  |
| Conseiller à l'Environnement et au Tourisme                                                                 |           | Manuel Blasco Marqués          | PP    |
| Conseillère à l'Éducation, à la Science et à l'Enseignement supérieur                                       |           | Claudia Pérez Forniés          | Sans  |
| Conseiller à la Santé                                                                                       |           | José Luis Bancalero Flores     | Sans  |
| Conseillère au Bien-être social et à la Famille                                                             |           | Carmen María Susín Gabarre     | PP    |

### Remaniement du 12 juillet 2024
- Par rapport à la composition précédente, les nouveaux conseillers sont indiqués en gras, ceux ayant changé d'attribution sont indiqués en italique.

| Poste | Titulaire | Titulaire                      | Parti |
| --- | --------- | ------------------------------ | ----- |
| Président |           | Jorge Azcón Navarro            | PP    |
| Vice-présidente Conseillère à la Présidence, à l'Économie et à la Justice Porte-parole du gouvernement Secrétaire du gouvernement |           | María del Mar Vaquero Periánez | PP    |
| Conseiller aux Finances, à l'Intérieur et aux Administrations publiques                                                           |           | Roberto Bermúdez de Castro Mur | PP    |
| Conseiller à l'Équipement, au Logement, à la Logistique et à la Cohésion territoriale                                             |           | Octavio Adolfo López Rodríguez | PP    |
| Conseiller à l'Agriculture, à l'Élevage et à l'Alimentation                                                                       |           | Javier Rincón Gimeno           | Sans  |
| Conseiller à l'Environnement et au Tourisme                                                                                       |           | Manuel Blasco Marqués          | PP    |
| Conseillère à l'Éducation, à la Culture et aux Sports                                                                             |           | Tomasa Hernández Martín        | Sans  |
| Conseiller à la Santé |           | José Luis Bancalero Flores     | Sans  |
| Conseillère au Bien-être social et à la Famille                                                                                   |           | Carmen María Susín Gabarre     | PP    |
| Conseillère à l'Emploi, à la Science et à l'Enseignement supérieur                                                                |           | Claudia Pérez Forniés          | Sans  |